# Walton Terraces
Die Walton Terraces sind eine Reihe felsiger Terrassen auf der Westseite der Léonie-Insel in der Gruppe der Léonie-Inseln westlich der Antarktischen Halbinsel. Sie sind dicht bewachsen von Gemeinschaften höherer Pflanzen wie der Antarktischen Schmiele und der Antarktischen Perlwurz sowie Moosen und diversen Flechten. Zudem werden sie von zahlreichen antarktischen Vogelarten frequentiert.
Das UK Antarctic Place-Names Committee benannte sie 2019. Namensgeber ist der Biologe David Walton (1945–2019), der ab 1967 in unterschiedlicher Funktion für den British Antarctic Survey in Antarktika tätig war.